# Priepasnianský potok
Priepasniansky potok (starší název Priepasný potok) je potok na myjavských Kopanicích, v centrální části okresu Myjava. Je to levostranný přítok Brezovského potoka, měří 6,2 km a je vodním tokem V. řádu.

## Pramen
Pramení v Myjavské pahorkatině na území obce Polianka, přímo na jižním okraji místní části Dolná Polianka, jižně od kóty 427,0 m v nadmořské výšce cca 390 m n. m.

## Popis toku
Od pramene teče zprvu na krátkém úseku na jih, pak se obloukem stáčí na jihovýchod a u osady Havlová se stáčí severojižním směrem. Dále protéká územím obce Priepasné, u osady Blatniakovci přibírá levostranný přítok z oblasti Podlipovce a postupně se stáčí na západ. U osady Petruchovci zleva přibírá přítok zpod Širokého Bradla (491 m n. m.), zprava přítok ze severovýchodního svahu Holubacího vrchu (431 m n. m.), následně se potok esovitě stáčí a u osady Hrajnohovci z levé strany přibírá přítok ze severoseverozápadního svahu Bradla (543,1 m n. m.). Dále ještě přibírá pravostranný přítok ze západního svahu Holubacího vrchu, který ústí u osady Jandova dolina, potok se stáčí jihozápadním směrem.

## Ústí
Na území města Brezová pod Bradlom (severně od města, u osady Minárčiny) ústí v nadmořské výšce přibližně 285 m n. m. do Brezovského potoka.